# Jan VI (papież)
Jan VI (zm. 11 stycznia 705 w Rzymie) – 85. papież w okresie od 30 października 701 do 11 stycznia 705.

## Życiorys
Był Grekiem z pochodzenia. Za jego pontyfikatu wojska Longobardów kilkakrotnie dotarły aż pod mury Rzymu, lecz Jan zdołał przekupić ich w 702, by odstąpili od plądrowania miasta. Utrzymał pozycję Kościoła Zachodniego wobec Cesarstwa Bizantyńskiego, nawet gdy do Rzymu przybył egzarcha raweński Teofilakt, szukający schronienia przed wojskami italskimi. Wówczas Jan nakazał zamknięcie bram miasta, co ocaliło egzarsze życie, a także udało mu się uspokoić ludność zebraną przed murami. Wykupił wszystkich niewolników z posiadłości cesarskich po najeździe Longobarda Gisulta.
W 704 roku zwołał synod, na którym rozwiązał problem trzykrotnie odwoływanego biskupa Yorku Wilfryda.